# Guido II Gonzaga

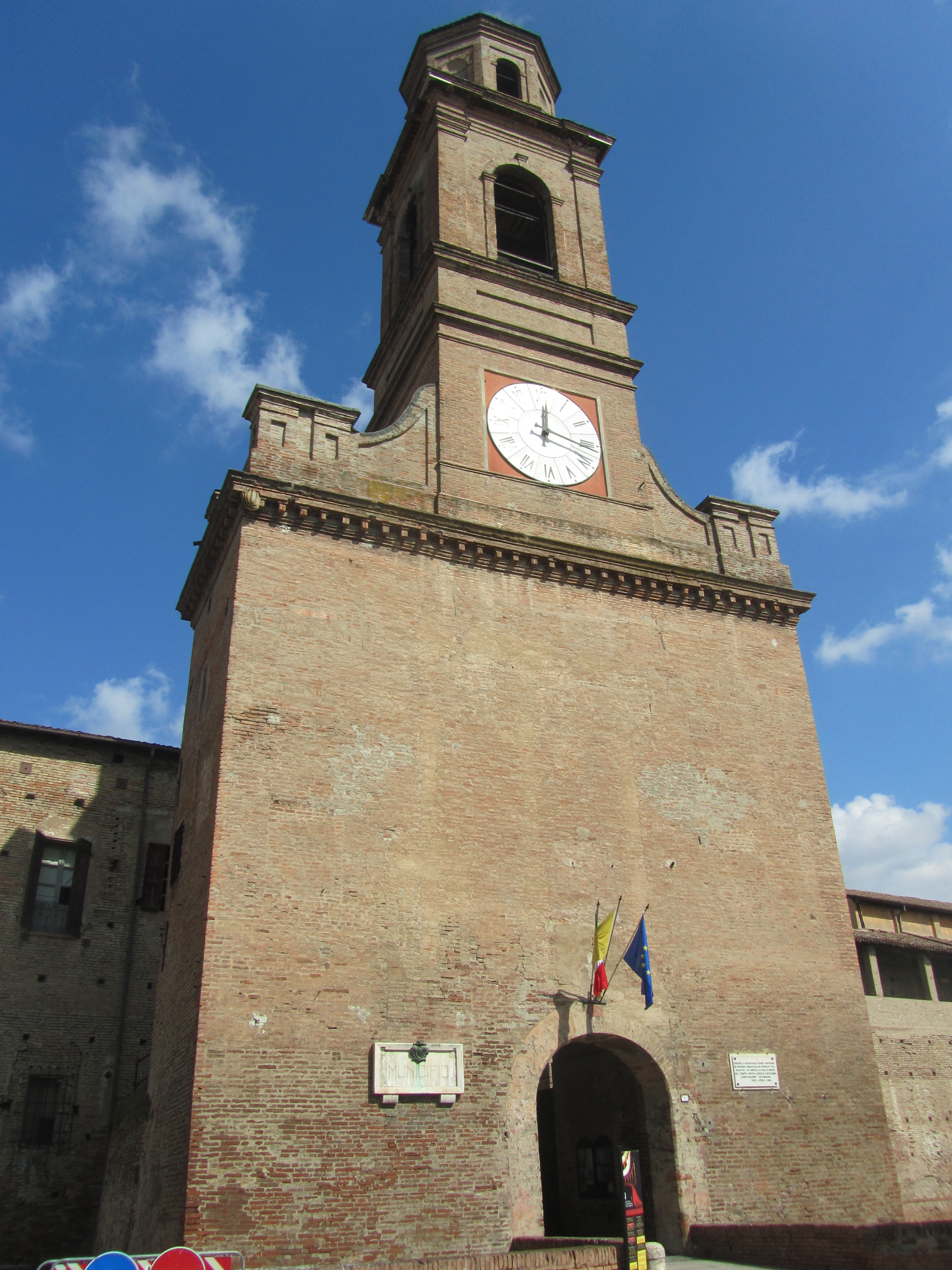
Rocca di Novellara costruita da Guido II Gonzaga

Guido II Gonzaga (Novellara, 1º febbraio 1340 – Novellara, 2 febbraio 1399) è stato un nobile italiano.

## Biografia
Era figlio di Feltrino, capostipite dei Gonzaga di Novellara, e di Antonia da Correggio.
Nel 1356 partecipò alla congiura contro lo zio Guido Gonzaga, secondo capitano del popolo di Mantova.
Alla morte del padre nel 1374 divenne signore di Novellara e Bagnolo.
Sposò Ginevra Malatesta, figlia di Malatesta III Malatesta, signore di Pesaro, Fano, Fossombrone.
Venne bandito da Mantova nel 1376 per avere ordito una congiura contro Ludovico II Gonzaga.
Iniziò nel 1385 a Novellara la costruzione della rocca, fortezza che si erge nel centro cittadino. I lavori furono terminati nel Quattrocento. Guido edificò chiese ed altri monumenti e iniziò per il paese una storia straordinaria che vedrà il borgo divenire uno stato indipendente per oltre quattro secoli, indipendente dai Gonzaga di Mantova.

## Discendenza
Guido e Ginevra ebbero quattro figli:
- Giacomo (1399-1441), successore del feudo di Novellara, sposò Ippolita Pio, figlia di Marco Pio;
- Feltrino II, sposò Antonia Gonzaga, figlia naturale di Francesco I Gonzaga, capitano del popolo di Mantova;[2]
- Filippa, sposò Ricciardo II Guidi di Bagno
- Caterina (m. 1438), sposò Francesco III Ordelaffi, signore di Forlì (1349-1405).

## Ascendenza
|                       |                          |                                        | Genitori                 |  |  | Nonni |  |  | Bisnonni      |  |  | Trisnonni       |  |
|                       |                          |                                        |                          |  |  |       |  |  | Guido Corradi |  |  | Antonio Corradi |  |
|                       |                          |                                        |                          |  |  |       |  |  | Guido Corradi |  |  | Antonio Corradi |  |
|                       |                          | Richilde Pedroni                       |                          |  |  |       |  |  | Guido Corradi |  |  |                 |  |
| Luigi I Gonzaga       |                          |                                        |                          |  |  |       |  |  | Guido Corradi |  |  |                 |  |
|                       |                          | Estrambina di San Martino              | Strambino di San Martino |  |  |       |  |  |               |  |  |                 |  |
|                       |                          | Estrambina di San Martino              | Strambino di San Martino |  |  |       |  |  |               |  |  |                 |  |
|                       |                          | Estrambina di San Martino              | …                        |  |  |       |  |  |               |  |  |                 |  |
| Feltrino Gonzaga      |                          | Estrambina di San Martino              |                          |  |  |       |  |  |               |  |  |                 |  |
|                       |                          | Ramberto Ramberti                      | …                        |  |  |       |  |  |               |  |  |                 |  |
|                       |                          | Ramberto Ramberti                      | …                        |  |  |       |  |  |               |  |  |                 |  |
|                       |                          | Ramberto Ramberti                      | …                        |  |  |       |  |  |               |  |  |                 |  |
| Richilda Ramberti     |                          | Ramberto Ramberti                      |                          |  |  |       |  |  |               |  |  |                 |  |
|                       |                          | Margherita di Almerico dei Lavellongo. | …                        |  |  |       |  |  |               |  |  |                 |  |
|                       |                          | Margherita di Almerico dei Lavellongo. | …                        |  |  |       |  |  |               |  |  |                 |  |
|                       |                          | Margherita di Almerico dei Lavellongo. | …                        |  |  |       |  |  |               |  |  |                 |  |
| Guido II Gonzaga      |                          | Margherita di Almerico dei Lavellongo. |                          |  |  |       |  |  |               |  |  |                 |  |
|                       | Giberto III da Correggio | Guido II da Correggio                  |                          |  |  |       |  |  |               |  |  |                 |  |
|                       | Giberto III da Correggio | Guido II da Correggio                  |                          |  |  |       |  |  |               |  |  |                 |  |
|                       | Giberto III da Correggio | Mabilia della Gente                    |                          |  |  |       |  |  |               |  |  |                 |  |
| Guido IV da Correggio | Giberto III da Correggio |                                        |                          |  |  |       |  |  |               |  |  |                 |  |
|                       |                          | N.N. Da Camino                         | …                        |  |  |       |  |  |               |  |  |                 |  |
|                       |                          | N.N. Da Camino                         | …                        |  |  |       |  |  |               |  |  |                 |  |
|                       |                          | N.N. Da Camino                         | …                        |  |  |       |  |  |               |  |  |                 |  |
| Antonia da Correggio  |                          | N.N. Da Camino                         |                          |  |  |       |  |  |               |  |  |                 |  |
|                       |                          | Jacopo della Palù                      | …                        |  |  |       |  |  |               |  |  |                 |  |
|                       |                          | Jacopo della Palù                      | …                        |  |  |       |  |  |               |  |  |                 |  |
|                       |                          | Jacopo della Palù                      | …                        |  |  |       |  |  |               |  |  |                 |  |
| Guidaccia della Palù  |                          | Jacopo della Palù                      |                          |  |  |       |  |  |               |  |  |                 |  |
|                       |                          | ...                                    | …                        |  |  |       |  |  |               |  |  |                 |  |
|                       |                          | ...                                    | …                        |  |  |       |  |  |               |  |  |                 |  |
|                       |                          | ...                                    | …                        |  |  |       |  |  |               |  |  |                 |  |
|                       |                          | ...                                    |                          |  |  |       |  |  |               |  |  |                 |  |

## Arma
Le armi dei Gonzaga-Novellara, signori di Bagnolo, presentavano una croce patente rossa in campo d'oro, accantonata da quattro aquile imperiali nere monocefale e coronate. Alla croce era accollato uno scudetto con le armi proprie della famiglia: controfasciato d'oro e di nero, derivate da quelle del ramo principale di Gonzaga-Mantova, fasciato d'oro e di nero (dal 1650 al 1678).